# Campeonato Potiguar Segunda Divisão 1998
In 1998 werd de vijfde editie van de Campeonato Potiguar Segunda Divisão gespeeld voor voetbalclubs uit de Braziliaanse staat Rio Grande do Norte. Het was de eerste keer sinds 1981 dat deze competitie gespeeld werd. De competitie werd georganiseerd door de FNF en werd gespeeld van 1 maart tot 7 juni. Piranhas werd kampioen. 

## Eerste toernooi
| Plaats | Club       | Wed. | W | G | V | Saldo | Ptn. |
| ------ | ---------- | ---- | - | - | - | ----- | ---- |
| 1.     | Piranhas   | 6    | 3 | 2 | 1 | 12:1  | 11   |
| 2.     | São Paulo  | 6    | 2 | 2 | 2 | 6:5   | 8    |
| 3.     | Fluminense | 6    | 1 | 3 | 2 | 2:12  | 6    |
| 4.     | Vênus      | 6    | 0 | 5 | 1 | 1:3   | 5    |

|  | Geplaatst voor finale |

## Tweede toernooi
| Plaats | Club       | Wed. | W | G | V | Saldo | Ptn. |
| ------ | ---------- | ---- | - | - | - | ----- | ---- |
| 1.     | São Paulo  | 6    | 4 | 1 | 1 | 25:14 | 13   |
| 2.     | Piranhas   | 6    | 2 | 3 | 1 | 10:7  | 9    |
| 3.     | Fluminense | 5    | 1 | 3 | 1 | 10:7  | 6    |
| 4.     | Vênus      | 5    | 0 | 1 | 4 | 8:25  | 1    |

|  | Geplaatst voor finale |

## Finale
|             |          |       |           |  |
| 30 mei Heen | Piranhas | 2 – 0 | São Paulo |  |
| 30 mei Heen |          |       |           |  |

|              |           |       |          |  |
| 6 juni Terug | São Paulo | 1 – 2 | Piranhas |  |
| 6 juni Terug |           |       |          |  |

## Kampioen
| Campeonato Potiguar de 1998 - Segunda Divisão |
| Rio Grande do Norte                           |
| --------------------------------------------- |
| PIRANHAS Kampioen (1° titel)                  |